# Olga Syahputra
Olga Syahputra (Jakarta, Indonèsia, 8 de febrer del 1983 - Singapur, 27 de març de 2015) va ser un actor, comediant i mestre de cerimònies indonesi. Sovint havia actuat com a transsexual però sempre va negar ser homosexual.

## Biografia
Syahputra va néixer a Jakarta, Indonèsia. És el gran de set germans i germanes, i els pares són Nur i Nurhida Rachman. Quan era jove, només demanava fotos i autografs d'estrelles que adorava. La sort li canvia quan obté un paper al film Lenong Bocah. No obstant això, havia de seguir les classes a Padang. No tenint diners, Olga es veu obligat a vendre la seva nevera per pagar els seus cursos. Un amic d'Olga, Bertrand Antolin, es proposa de comprar-li una nova nevera. Olga va ser igualment l'ajudant de la cantant Rita Sugiarto. Més tard, els seus esforços porten els seus fruits quan obté un paper a Kawin Gantung i Sí Yoyo. Esdevé presentador a Ngidam a la cadena de televisió SCTV en companyia de Jeremy Thomas. Olga igualment ha actuat a Jangan Cium Gue seguida d'Extravaganza ABG el 2005. En aquest període, el nom d'Olga es popularitza a Indonèsia. El 2007, apareix amb Indra Bekti i Indy Barends als premis Ceriwis a Trans TV. El 2008, Olga esdevé presentador TV a Dahsyat a RCTI i YKS. Fins al març de 2011, és acompanyat per Jessica Iskandar. Rumors deien que Olga es casaria amb Jessica.
Olga va ser premiat com a « presentador preferit d'emissions de varietats/musical » i el comic més apreciat als premis Panasonic 2009 i 2010 difosos sobre RCTI, MNCTV i Global TV (Indonèsia). A més del seu paper de presentador, ha actuat a Skandal Cinta Babi Ngepet i Mau Lagi. També ha compost dues cançons titulades Hancur Hatiku i Jangan Ganggu Aku Lagi gravades a l'etiqueta Nagaswara.
Va morir d'una Meningitis el 27 de març de 2015, a Singapur.

## Filmografia
- Tina Toon dan Lenong Bocah The Movie (2004)
- Susahnya Jadi Perawan (2008)
- Basahhh... (2008)
- Cintaku Selamanya (2008)
- Mas Suka, Masukin Aja-Besar Kecil It's Okay (2008)
- Pacar Hantu Perawan (2011)
- Kung Fu Pocong Perawan (2012)
- Taman Lawang (2013)